# Тризубець (геральдика)
Тризубець — стародавнє знаряддя на зразок вил з трьома зубцями у геральдиці використовується в різних формах. Тризубець зазвичай є негеральдичною фігурою, хоча існує широкий простір для дизайну в представленнях і абстракціях.

## Використання
На гербі тризубець можуть тримати геральдичні фігури, особливо Нептун (Посейдон) або Диявол.
Морський тризубець зустрічається в геральдиці різних країн і культур. У геральдиці він може символізувати:
- Море. Тризубець є уособленням бога морів Посейдона. Його зображення на гербі може розглядатися як символ влади над морем і морськими просторами.
- Силу. Тризубець є потужною зброєю, яка може бути використана для боротьби з ворогами. Його зображення на гербі може розглядатися як символ сили і могутності.
- Владу. Тризубець є символом влади над морськими просторами. Його зображення на гербі може розглядатися як символ влади і авторитету.
- Рибальство. Тризубець заробився як знаряддя риболовлі, тому в деяких гербах він символізує морські промисли.

Він є популярним символом у геральдиці морських держав, таких як Греція, Італія та Португалія. Однак його зображення можна знайти і в геральдиці інших країн.
- На гербі України зображено форму тризубця — тризуб, яка, ймовірно, має інше походження, ніж інші знаки.
- На прапорі Барбадосу зображено класичний тризубець.
- У хреста-тризубця або хреста мандрівника кінці рамен хреста закінчуються тризубом.

Тризубець диявола є популярним символом у геральдиці християнських країн, де він часто використовується як символ боротьби між добром і злом. Він може символізувати:
- Зло та гріх. Його зображення на гербі може бути нагадуванням про те, що зло завжди присутнє у світі і що ми повинні бути обережні, щоб не піддатися спокусі.
- Спокуса. Його зображення на гербі може розглядатися як попередження про те, що ми повинні бути обережні, щоб не піддатися спокусі зла.
- Руйнування. Його зображення на гербі може розглядатися як попередження про те, що зло може завдати шкоди і руйнування.

Якщо кінчики шипів спрямовані до основи щита, це означає, що він символізує спростування основної символіки.

Герб Свелвіка (Норвегія)
Еглінг-ан-дер-Паар
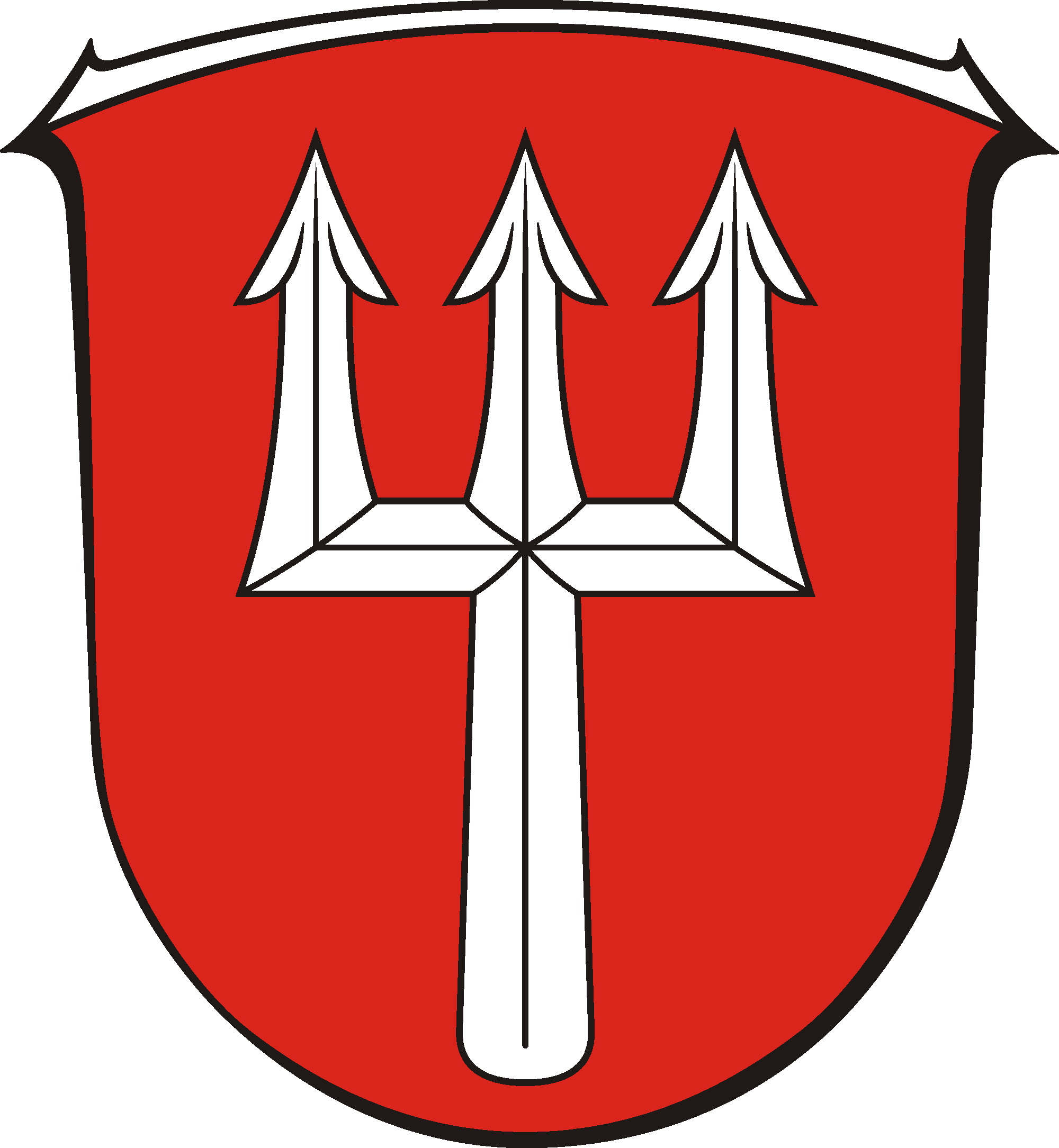
Лігайм
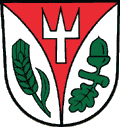
Лемніц
Герольсгайм
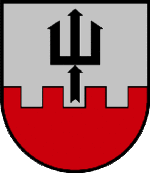
аПфаффенгофен (Тіроль)
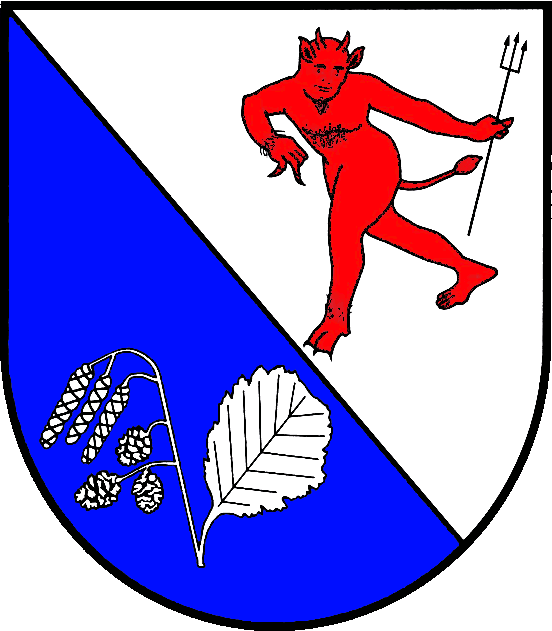
Талькау
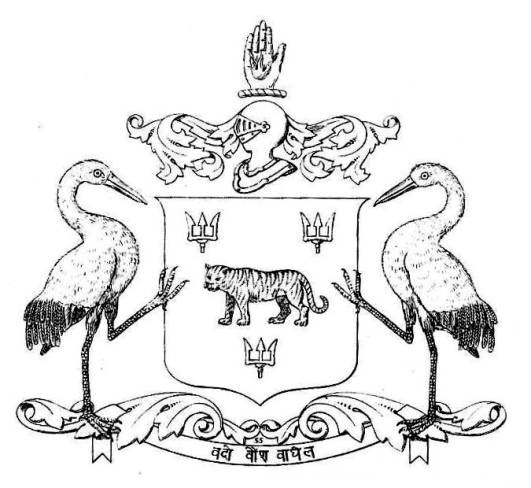
Лунавада (держава Індостану)